# Phrynophiurida
Phrynophiurida è un ordine di Echinodermata.

## Ordinamento
- Sottordine Ophiomyxina Fell, 1962
- Sottordine Euryalina Lamarck, 1816